# Raúl Miguel Cámara
Raúl Miguel Cámara (Madrid, 28 de febrer de 1984) és un exfutbolista madrileny, que ocupava la posició de defensa.
Després de militar a l'Orcasitas i a les categories inferiors de l'Atlètic de Madrid, recala al filial de l'Sporting de Gijón. El 2005 debuta amb el primer equip, amb qui puja a la màxima categoria el 2008. L'any següent, la campanya 08/09, debuta a primera divisió amb els asturians.
L'estiu del 2009 fitxà pel Recreativo de Huelva, que acabava de descendir a Segona Divisió.